# Brusinia
Brusinia is een geslacht van krabben in de familie Carcinidae .

## Soorten
Het geslacht Brusinia telt vier soorten :
- Brusinia brucei Števčić, 1991
- Brusinia elongata (Sakai, 1969)
- Brusinia piriformis Crosnier & Moosa, 2002
- Brusinia profunda Moosa, 1996